# Ildebrandino X Aldobrandeschi
Ildebrandino X Aldobrandeschi (prima del 1236 – 1283 circa) è stato un nobile e militare italiano.

## Biografia
Figlio del conte Bonifacio, iniziatore del ramo di Santa Fiora degli Aldobrandeschi, e della contessa Imilia, fu al centro delle lotte tra Siena e Orvieto per il controllo della Maremma, trovandosi spesso a rivaleggiare con i parenti del ramo di Sovana, discendenti dello zio Guglielmo.
Ghibellino, nel 1260 combatté alla battaglia di Montaperti al fianco dei Senesi come capitano di divisione, scontrandosi con il cugino guelfo Ildebrandino il Rosso. Proprio con quest'ultimo, tuttavia, formò una temporanea alleanza i primi di marzo 1266 occupando Grosseto, finita nelle mire espansionistiche senesi; la città maremmana venne però riconquistata pochi giorni dopo da Siena l'11 marzo. Nel 1268 combatté a Tagliacozzo per Corradino di Svevia.
Servì come podestà di Massa di Maremma nel 1273, ma la sua politica faziosa nei confronti dei guelfi massetani, indusse il cugino rivale ad attaccare la città; come rappresaglia il conte Ildebrandino X attaccò Piancastagnaio. Seguì una serie di schermaglie e vendette che vide Siena intervenire direttamente per cercare di risolvere la questione tramite la diplomazia. La conclusione di queste trattative, essendo ormai insanabile la rivalità tra i due cugini, fu possibile solo con un accordo di pace che prevedeva la divisione definitiva della contea aldobrandesca. L'accordo fu firmato l'11 dicembre 1274 a Montecucco e sancì la nascita delle due contee di Santa Fiora e Sovana-Pitigliano. A Ildebrandino X, conte di Santa Fiora, spettarono i territori dell'Amiata, con i castelli di Arcidosso, Selvena, Semproniano e Castiglione d'Orcia, Roccastrada, Radicofani e l'Isola del Giglio mentre la città di Grosseto e il castello di Scarlino sarebbero rimasti invece territorio comune.
Ildebrandino fu bandito da Siena il 13 aprile 1275 per avere fomentato una nuova ribellione a Grosseto; nel 1280 tentò una nuova rivolta insieme ad alcuni fuoriusciti ghibellini. Ne scoppiò uno scontro che vide Siena assediare Castiglione d'Orcia (15 luglio 1280) e Ildebrandino occupare Pari, costringendo i Senesi alla ritirata. La pace venne firmata il 24 settembre successivo. Nel 1281 si inimicò nuovamente la potente vicina sostenendo la rivolta di Niccolò Bonsignori.
Ebbe almeno due figli, Ildebrandino detto "il Giovane", e Margherita, forse sposa del Bonsignori. Si presume sia morto i primi giorni del 1283.